# Mars Pathfinder
Mars Pathfinder (MESUR Pathfinder)   là một tàu vũ trụ robot của Mỹ đã hạ cánh một trạm cơ sở với thiết bị thăm dò lưu động trên Sao Hỏa vào năm 1997. Nó bao gồm một tàu đổ bộ, được đổi tên thành Trạm tưởng niệm Carl Sagan và xe tự hành người máy sao Hỏa 10.6 kg với bánh xe tên là Sojourner, đã trở thành xe tự hành đầu tiên hoạt động bên ngoài hệ thống Mặt trăng Trái Đất.
Được phóng lên vào ngày 4 tháng 12 năm 1996 bởi NASA bằng tên lửa Delta II một tháng sau khi Mars Global Surveyor được phóng lên, nó hạ cánh vào ngày 4 tháng 7 năm 1997 trên Ares Vallis của sao Hỏa, trong một khu vực có tên là Chryse Planitia trong tứ giác Oxia Palus. Các tàu đổ bộ sau đó mở ra, để lộ rover đã tiến hành nhiều thí nghiệm trên bề mặt sao Hỏa. Nhiệm vụ mang theo một loạt các công cụ khoa học để phân tích bầu khí quyển, khí hậu, địa chất và thành phần của đá và đất của sao Hỏa. Đó là dự án thứ hai từ Chương trình khám phá của NASA, thúc đẩy việc sử dụng tàu vũ trụ giá rẻ và thường xuyên ra mắt theo phương châm "rẻ hơn, nhanh hơn và tốt hơn" được thúc đẩy bởi quản trị viên lúc đó, Daniel Goldin. Nhiệm vụ được chỉ đạo bởi Phòng thí nghiệm sức đẩy phản lực (JPL), một bộ phận của Viện Công nghệ California, chịu trách nhiệm về Chương trình thám hiểm sao Hỏa của NASA. Người quản lý dự án là Tony Spear của JPL.
Nhiệm vụ này là nhiệm vụ đầu tiên trong một loạt các nhiệm vụ tới Sao Hỏa bao gồm các máy bay và là tàu đổ bộ thành công đầu tiên kể từ khi hai tàu Viking hạ cánh trên hành tinh đỏ vào năm 1976. Mặc dù Liên Xô đã gửi thành công máy bay lên Mặt trăng như một phần của chương trình Lunokhod vào những năm 1970, nhưng những nỗ lực sử dụng máy động lực trong chương trình Sao Hỏa của họ đã thất bại.
Ngoài các mục tiêu khoa học, nhiệm vụ Mars Pathfinder cũng là một "bằng chứng khái niệm" cho các công nghệ khác nhau, chẳng hạn như chạm vào túi khí và tránh chướng ngại vật tự động, sau đó được khai thác bởi nhiệm vụ Mars Exploration Rover. Mars Pathfinder cũng rất đáng chú ý vì chi phí cực thấp so với các sứ mệnh không gian robot khác đến Sao Hỏa. Ban đầu, nhiệm vụ được hình thành như là lần đầu tiên của chương trình Khảo sát môi trường sao Hỏa (MESUR).